# Глазьев, Александр Ефимович
Александр Ефимович Глазьев (20 июля 1931, д. Ульяновка, Добринский район, Центрально-Чернозёмная область, РСФСР — 8 декабря 2016, Воронеж, Россия) — советский организатор сельскохозяйственного производства, председатель колхоза имени Чапаева Добринского района Липецкой области. Герой Социалистического Труда (1990). 

## Биография
Родился в крестьянской семье (сегодня — Добринский район Липецкой области). Начальную школу окончил в родной деревне, 7-летнюю школу — в селе Средняя Матрёнка. В детстве при уборке урожая уколол стеблем колоска глаз, который врачи не смогли спасти.
Трудовую деятельность начал в 1948 году: работал конюхом, бригадиром полеводческой бригады, на протяжении четырёх лет был заместителем председателя колхоза им. Чапаева Добринского района.
С 1958 года в течение 43 лет возглавлял колхоз имени Чапаева Добринского района Липецкой области. Вывел колхоз в передовые сельскохозяйственные предприятия Липецкой области. Под его руководством в селе Средняя Матрёнка были построены социально-культурные объекты, более 100 новых жилых домов, детский сад и школа.
Указом № 631 Президента СССР Михаила Сергеевич Горбачёва «О присвоении звания Героя Социалистического Труда тов. Глазьеву А. Е.» от 24 августа 1990 года удостоен звания Героя Социалистического Труда «за достижение высоких результатов в производстве сельскохозяйственной продукции и большой личный вклад в решение социальных вопросов».
После выхода на пенсию жил в селе Средняя Матрёнка.

## Награды и звания
- Герой Социалистического Труда — указом № 631 Президента СССР от 24 августа 1990 года
- Орден Ленина
- Орден Октябрьской Революции
- Орден Трудового Красного Знамени
- Орден «За заслуги перед Отечеством» 4 степени
- Почётный гражданин Липецкой области (2003)

Лауреат Государственной премии СССР и премии Совета Министров СССР. Заслуженный агроном РСФСР.